# ربيعة بن مقروم
ربيعة بن مقروم هو شاعر مخضرم من شبه الجزيرة العربية عاش في عهد الخلافة الراشدة امتدت حياته على مدى 100 عام. توزعن بين الجاهلية والإسلام، كما أنه كان جنديّاً في جيش الدولة الراشدية في الفتوحات الإسلامية خصوصًا معركة القادسية. وقد كان ربيعة في جاهليته مقاتلاً قاتل في يوم النسار ويوم بزاخة ويوم ذات السليم ويوم الكلاب الثاني ويوم طخفة.

## اسمه ونسبه
ربيعة بن مقروم بن قيس بن جابر بن خالد بن عمرو بن غيظ بن السيد بن مالك بن بكر بن سعد بن ضبة بن أدّ بن طابخة بن إلياس بن مضر.

## شعره
أورد له صاحب المفضليات غير قصيدة ومنها التي مطلعها:
حيث يستهلها بمقطع طللي يتذكر به محبوبته أمام ديارها الدارسة، ثم ينتقل بعدها إلى وصف ناقته -مثل غالب شعراء عصره- التي يشبهها بالثور الوحشي، ثم ينتقل لوصف الصيد على الطريقة القصصية. ثم يختمها بالفخر بنفسه وبقومه وتعداد مآثِرِهِم وأمجادهم.

## وفاته
توفي بعد سنة 16 هـ الموافق بعد سنة 637 م.